# Pourchères
Pourchères é uma comuna francesa na região administrativa de Auvérnia-Ródano-Alpes, no departamento de Ardèche. Estende-se por uma área de 7,64 km². Em 2010 a comuna tinha 134 habitantes (densidade: 17,5 hab./km²).